# Jani Tammi
Jani Tammi (ur. 1 marca 1983 w Karkkili) – fiński kierowca wyścigowy.

## Biografia
Karierę rozpoczynał od kartingu. W 2001 roku zadebiutował w wyścigach samochodów jednomiejscowych, rywalizując w Formule Baltic oraz Fińskiej Formule 3. W sezonie 2008 zadebiutował w Pucharze Formuły 3 Strefy Północnoeuropejskiej, a rok później go wygrał. W roku 2010 zadebiutował w Austriackiej Formule 3, zdobywając trzecie miejsce w tej serii w sezonach 2011–2012. W latach 2014–2015 był zwycięzcą Historycznej Fińskiej Formuły 4.

## Wyniki w Austriackiej Formule 3
| Legenda oznaczeń w tabelach wyników Wyświetl szablon na nowej stronie | Legenda oznaczeń w tabelach wyników Wyświetl szablon na nowej stronie                                                                     |
| Oznaczenie                                                            | Wyjaśnienie |
| --------------------------------------------------------------------- | --- |
| Złoty                                                                 | Zwycięzca lub mistrzostwo |
| Srebrny                                                               | 2. miejsce lub wicemistrzostwo |
| Brązowy                                                               | 3. miejsce lub II wicemistrzostwo |
| Zielony                                                               | Ukończył, punktował (w klasyfikacji generalnej, gdy zdobył co najmniej jeden punkt na przestrzeni sezonu, poza trzema powyższymi opcjami) |
| Niebieski                                                             | Ukończył, nie punktował (w klasyfikacji generalnej, gdy nie zdobył co najmniej jednego punktu na przestrzeni sezonu)                      |
| Czerwony                                                              | Nie zakwalifikował się (NZ) |
| Czerwony                                                              | Nie prekwalifikował się (NPK) |
| Różowy                                                                | Nie ukończył (NU) |
| Różowy                                                                | Niesklasyfikowany (NS) (w klasyfikacji generalnej, gdy nie został sklasyfikowany w żadnym wyścigu sezonu)                                 |
| Czarny                                                                | Zdyskwalifikowany (DK) |
| Czarny                                                                | Wykluczony (WYK/EX) |
| Biały                                                                 | Nie wystartował (NW) |
| Biały                                                                 | Kontuzjowany (K/INJ) |
| Biały                                                                 | Wyścig odwołany (OD/C) |
| Bez koloru                                                            | Został wycofany (WYC/WD) |
| Bez koloru                                                            | Nie przybył (NP/DNA) |
| Bez koloru                                                            | Nie brał udziału w treningach (NT/DNP) |
| Bez koloru                                                            | Nie został zgłoszony (–) |
| Pogrubienie                                                           | Start z pole position |
| Kursywa                                                               | Najszybsze okrążenie wyścigu |
| †                                                                     | Nie ukończył, ale jego rezultat został zaliczony ze względu na przejechanie więcej niż 90% dystansu wyścigu.                              |
| *                                                                     | Sezon w trakcie |
| 1/2/3                                                                 | Punktowana pozycja w sprincie kwalifikacyjnym                                                                                             |
| Lista systemów punktacji Formuły 1                                    | |

| Rok  | Zespół            | Samochód     | Silnik   | Wyniki w poszczególnych eliminacjach | Wyniki w poszczególnych eliminacjach | Wyniki w poszczególnych eliminacjach | Wyniki w poszczególnych eliminacjach | Wyniki w poszczególnych eliminacjach | Wyniki w poszczególnych eliminacjach | Wyniki w poszczególnych eliminacjach | Wyniki w poszczególnych eliminacjach | Wyniki w poszczególnych eliminacjach | Wyniki w poszczególnych eliminacjach | Wyniki w poszczególnych eliminacjach | Wyniki w poszczególnych eliminacjach | Wyniki w poszczególnych eliminacjach | Wyniki w poszczególnych eliminacjach | Pkt. | Msc. |
| ---- | ----------------- | ------------ | -------- | ------------------------------------ | ------------------------------------ | ------------------------------------ | ------------------------------------ | ------------------------------------ | ------------------------------------ | ------------------------------------ | ------------------------------------ | ------------------------------------ | ------------------------------------ | ------------------------------------ | ------------------------------------ | ------------------------------------ | ------------------------------------ | ---- | ---- |
| 2010 |                   |              |          | Niemcy                               | Niemcy                               | Czechy                               | Czechy                               | Niemcy                               | Niemcy                               | Niemcy                               | Niemcy                               | Francja                              | Francja                              | Austria                              | Austria                              | Niemcy                               | Niemcy                               | 13   | 13   |
| 2010 | Jani Tammi        | Dallara F301 | Opel     | -                                    | -                                    | -                                    | -                                    | -                                    | -                                    | -                                    | -                                    | -                                    | -                                    | -                                    | -                                    | 4                                    | 8                                    | 13   | 13   |
| 2011 |                   |              |          | Niemcy                               | Niemcy                               | Austria                              | Austria                              | Belgia                               | Belgia                               | Niemcy                               | Niemcy                               | Niemcy                               | Niemcy                               | Czechy                               | Czechy                               | Niemcy                               | Niemcy                               | 109  | 3    |
| 2011 | Oakra F3          | Dallara F306 | Mercedes | -                                    | -                                    | -                                    | -                                    | 9                                    | 4                                    | 4                                    | 5                                    | 3                                    | 2                                    | 3                                    | 4                                    | 2                                    | 2                                    | 109  | 3    |
| 2012 |                   |              |          | Niemcy                               | Niemcy                               | Austria                              | Austria                              | Niemcy                               | Niemcy                               | Czechy                               | Czechy                               | Francja                              | Francja                              | Niemcy                               | Niemcy                               | Niemcy                               | Niemcy                               | 164  | 3    |
| 2012 | Franz Wöss Racing | Dallara F306 | Mercedes | 3                                    | 3                                    | 3                                    | 4                                    | 4                                    | 3                                    | 3                                    | 3                                    | 3                                    | 3                                    | 3                                    | 3                                    | 3                                    | 3                                    | 164  | 3    |
| 2014 |                   |              |          | Austria                              | Austria                              | Austria                              | Austria                              | Niemcy                               | Niemcy                               | Czechy                               | Czechy                               | Czechy                               | Czechy                               | Włochy                               | Włochy                               | Niemcy                               | Niemcy                               | 0    | NS   |
| 2014 | Franz Wöss Racing | Dallara F306 | Mercedes | -                                    | -                                    | -                                    | -                                    | -                                    | -                                    | -                                    | -                                    | -                                    | -                                    | -                                    | -                                    | NW                                   | NW                                   | 0    | NS   |